# Tak (juego)
Tak es un juego de estrategia abstracto para dos jugadores que nació por primera vez de manera ficticia dentro de la trilogía de fantasía de Patrick Rothfuss, The Kingkiller Chronicle, antes de que James Ernest lo volviera realidad en colaboración con Rothfuss y lo publicara Cheapass Games en 2016. En 2021, Tak se incorporó como evento a la Olimpiada internacional de deportes mentales.
En Tak, los jugadores tienen como objetivo conectar dos bordes opuestos del tablero con piezas llamadas "piedras" y crear un camino. Los jugadores se turnan para colocar sus propias piedras y construir un camino mientras bloquean y capturan las piedras de su oponente. El apilamiento y desapilamiento vertical de piedras aporta un elemento tridimensional al juego. 

## Reglas

### Preparación
El Tak se juega en un tablero cuadrado de distintos tamaños.  El tablero comienza vacío. La cantidad de piedras disponibles para cada jugador depende del tamaño del tablero. A continuación se detalla el recuento de piedras para cada tamaño según lo establecido por las reglas.
| Tamaño del tablero | 3x3 | 4x4 | 5x5 | 6x6 | 7x7 | 8x8 |
| Piedras Normales   | 10  | 15  | 21  | 30  | 40  | 50  |
| Piedras Angulares  | 0   | 0   | 1   | 1   | 2   | 2   |

De manera similar a las convenciones del ajedrez, las piezas del juego Tak, denominadas "piedras", se dividen en grupos de blancas y negras. A menudo, a los jugadores se los denomina "blancos" y "negros". Sin embargo, los componentes de Tak están disponibles en una variedad de colores y estilos. Estéticamente, la forma de la piedra angular varía entre los diferentes estilos, mientras que las piedras planas y verticales son piezas simples y apilables [a]

### Inicio
Los jugadores determinan aleatoriamente quién empieza el primer juego y se alternan el primer movimiento para los juegos futuros. En el juego competitivo, las blancas juegan primero.
Todos las partidas de Tak comienzan con un tablero vacío. En el primer turno, cada jugador debe colocar una de las piedras planas de su oponente en cualquier espacio vacío del tablero. El juego continúa normalmente y los jugadores controlan sus propias piezas.

### Turnos de Juego
Después del primer turno, los jugadores deben colocar una piedra en el tablero o mover una piedra o torre bajo su control. No se permite pasar.

#### Colocación
En su turno, los jugadores pueden colocar una piedra de su reserva en un espacio vacío del tablero. Hay tres tipos de piedras que se pueden colocar:
- Las piedras planas son piedras "normales" que se juegan "planas" boca abajo en el tablero. Cualquier jugador puede apilar piedras planas moviendo las piedras que ya están en el tablero. Las piedras planas cuentan como parte de un camino.
- Las piedras verticales son piedras "normales" que se colocan "de pie" sobre su borde. Las piedras verticales no se pueden apilar, excepto sobre una piedra angular, pero no cuentan como parte de un camino. Las piedras verticales también se denominan comúnmente "muros".
- Las piedras angulares son las piezas más poderosas, ya que cuentan para formar un camino y no se pueden acumular sobre ellas ninguna pieza. La piedra angular también puede colocarse sobre una piedra vertical y aplanarla hasta convertirla en una piedra plana. De esta manera se pueden aplanar tanto las piezas del oponente como las propias.[2]

#### Movimiento
Un jugador puede mover una sola pieza o una torre de piezas que controla. Una torre se forma cuando un jugador mueve una piedra encima de otra piedra plana de cualquier color. La piedra en la parte superior de una torre determina qué jugador tiene el control de toda esa torre. Todas las piedras se mueven ortogonalmente en línea recta en el tablero. No hay movimiento diagonal.
Un jugador también puede mover una torre entera además de piedras individuales. Una torre se puede mover como una sola piedra, moviéndose en su totalidad un espacio ortogonalmente (Norte, Sur, Este u Oeste), o se puede mover varios espacios ortogonalmente rompiendo la torre y colocando una o más piedras planas en los cuadrados a los que se mueve. El jugador puede dejar cualquier número de piedras, incluido cero, en el espacio inicial, pero debe colocar al menos una pieza para cada movimiento posterior. No hay límite de altura para las torre, pero la cantidad de piedras que un jugador puede quitar de la pila y mover está determinada por el "límite de carga" del tablero. El límite de carga del tablero está determinado por las dimensiones del tablero. Por ejemplo, si la torre estuviera en un tablero de 5x5, el límite de altura de la torre será cinco.
Como las piedras verticales (o muro) y las piedras angulares no se pueden apilar, no hay torres con estas piezas en la parte inferior o en el medio de la pila. Sin embargo, ambas piedras se pueden mover sobre otras piedras planas para formar un límite de torre con ellas como cabeza. Una piedra angular puede "aplanar" una piedra vertical (muro) y usarla para formar una torre con la piedra angular como cabeza, pero debe hacerlo sola. Por ejemplo, una torre con una piedra angular no puede aplanar una piedra vertical moviéndose como una pila sobre la piedra vertical, pero una pila puede usarse para mover una piedra angular a través del tablero de modo que la piedra angular sola se mueva para aplanar la piedra vertical como movimiento final.

### Cuándo termina el juego
El objetivo principal de Tak es construir un camino desde cualquier borde del tablero hasta el borde opuesto. Esto se puede lograr utilizando piedras planas o la piedra angular. Las piedras verticales no cuentan como parte de un camino. Cuando se completa un camino, el propietario del mismo se declara ganador. Los caminos no tienen por qué estar en línea recta, pero las piedras sólo pueden conectarse cuando están adyacentes ortogonalmente (Norte, Sur, Este, Oeste) entre sí. Las piedras no pueden conectarse en diagonal.
Si un jugador realiza un movimiento que resulta en un camino ganador para ambos jugadores, el jugador activo gana. Esto se llama la "Cláusula del Dragón", o el doble camino.
Si ningún jugador ha construido un camino y el tablero está completamente cubierto de piedras o uno de los jugadores se ha quedado sin piedras, el juego termina y se cuentan las piedras planas de cada jugador. El jugador con más piedras planas gana. Esto se llama "ganar por planas". Las piedras verticales y las piedras angulares no cuentan, ni tampoco las piedras cautivas debajo de una pila, independientemente de quién sea su propietario.
Si el conteo plano es igual cuando el juego ha llegado a una decisión plana, se declara empate.

### Terminología
Hay varios términos utilizados para describir diferentes aspectos de Tak y sus estados de juego. Estos términos son distribuidos por la Asociación USTak.
Camino
Los caminos son líneas de piedras planas, o piedras planas y piedras angulares, que se conectan ortogonalmente desde un lado del tablero al lado opuesto. El primer jugador en completar un camino gana el juego.
Piedra plana
Estas piezas, a menudo llamadas simplemente "planas", se colocan tumbadas sobre el tablero, pueden apilarse unas sobre otras y cuentan como parte del "camino" de un jugador.
Piedra vertical
Comúnmente llamadas “muros”, son piedras planas colocadas de pie sobre su lado más estrecho. Las piedras verticales no cuentan como parte del camino de un jugador y se utilizan para bloquear el camino de otro jugador. Las piedras verticales se pueden apilar sobre piedras planas y pueden ser "aplanadas" o "aplastadas" por una "piedra angular". Al aplanar una piedra vertical, se convierte en una piedra plana cautiva.
Piedra angular
Las piedras angulares son piedras únicas que pueden capturar y aplanar muros enemigos, se esparcen como piezas normales, no pueden ser capturadas por sí mismas (ni siquiera por otras piedras angulares) y cuentan para los caminos.
Torre
Las torres se forman cuando una piedra captura otra piedra, sumándose al número de piedras en ese espacio de manera vertical.
Tak
Se dice "tak" cuando el jugador está a un movimiento de completar un camino y ganar la partida, similar al concepto de "jaque" en ajedrez . Decir "Tak" es opcional, pero se recomienda cuando se juega contra principiantes y puede ser obligatorio si se acuerda de antemano.
Ruta
Tinuë es equivalente al jaque mate en ajedrez: delimita una posición en la que se garantiza la victoria a domicilio para un jugador.
Ganar por planas
Cuando cualquiera de los jugadores coloca su última pieza en el tablero, o si todas las casillas del tablero están llenas, el juego termina. Si en ese momento no hay ningún camino completado, gana el jugador que tenga más piedras planas en el tablero. Los flats que están cautivos debajo de una pila no cuentan para el puntaje en una victoria de flat.
Gaelet
Gaelet es similar a Ruta, pero es una victoria por planas garantizada.
Torre Angular Pura
Una piedra angular dura es aquella en la que una piedra angular se encuentra encima de una pila con la misma piedra de color directamente debajo.
Torre Angular Blanda
Una piedra angular blanda es aquella en la que una piedra angular se encuentra encima de una pila con la piedra del color opuesto directamente debajo.
Momentum
El momentum es un término que se refiere a lo cerca que uno está de ganar. El jugador con "momentum" tiene menos turnos directos para completar un camino o terminar el juego con una victoria por planas.

## Ventaja del primer jugador
En Tak el jugador que empieza tiene una ventaja menor que en el ajedrez. Según el panel de análisis de playtak, una herramienta estadística que compila todos los juegos de Tak jugados en línea en playtak.com, hay una ventaja del 55 % para el primer jugador en un tablero de 5x5 y una ventaja del 52 % para el primer jugador en un tablero de 6x6. Tak también tiene un bajo porcentaje de empate del 0,91%.

### Komi
Komi, basado en Komi del juego Go, ha sido adoptado por la Asociación Tak de EE. UU. y se utiliza en la mayoría de sus torneos. En Tak, aplicar komi generalmente significa que se agrega un puntaje determinado (generalmente 2) al conteo final del segundo jugador. El efecto es que permite al segundo jugador colocar más piedras verticales (muros) durante el juego y la puntuación de komi compensa parte del impacto negativo que tales jugadas tienen en el conteo de planas de ese jugador. Esto tiene como objetivo dar al segundo jugador una ventaja para contrarrestar la ventaja del jugador que abre el juego.

## Historia
El diseño Tak se basa en el juego ficticio "tak" descrito en la novela de fantasía de Patrick Rothfuss de 2011, El miedo del hombre sabio.  En 2014, Ernest trabajó con Patrick para diseñar un juego basado en el concepto. Inicialmente, Patrick se mostró reacio al diseño, pero después de que Ernest le mostró la jugabilidad, lo aprobó y se lanzó en Kickstarter. 
Tras esta presentación privada del juego, Ernest y Rothfuss, con el apoyo de Cheapass Games, lanzaron una campaña de Kickstarter en 2016, que resultó en 12.000 patrocinadores que contribuyeron con más de 1,35 millones de dólares.  El juego y las reglas completas se publicaron en 2017. 
Desde entonces, la Asociación Tak de Estados Unidos ha sido fundada por aficionados del juego para promover el reconocimiento del juego, su nivel de juego y para organizar torneos presenciales y en línea.  

## Recepción
En la revista Paste, Keith Law elogió la simplicidad y la estrategia a pesar de criticar algunos de los elementos de fan fiction, concluyendo que Tak era un "juguete muy inteligente". En la revista Abstract Games, el Dr. Kerry Handscomb comentó que Tak "recuerda al mancala " y "es exactamente el tipo de juego que debería ser un pasatiempo intelectual en algún mundo". Alisha Karabinus, en NYMGamer, consideró que el juego era accesible tanto para niños como para adultos y elogió su versatilidad. Owen Duffy, en The Guardian, también destacó las reglas simples del juego que crean una "profundidad genuina" y aplaudió la sensación del juego como uno "inventado hace siglos y transmitido de generación en generación". El sitio de noticias canadiense en línea SaskToday llamó al juego "una joya absoluta".
En 2021, Tak se incorporó como evento en la Olimpiada Internacional de Deportes Mentales.

## Comunidad

### Asociación Tak de Estados Unidos
En 2016, los jugadores de Tak fundaron la Asociación Tak de Estados Unidos (USTA), una organización sin fines de lucro dedicada a apoyar y promover el juego de Tak en los Estados Unidos y en todo el mundo. La USTA tiene dos objetivos principales: educar al público sobre el juego de Tak y brindar oportunidades de juego justo y competitivo a sus miembros. Los jugadores pueden pagar para unirse y convertirse en miembros de la USTA.  La USTA organiza torneos en línea  y promueve Tak a través de convenciones de juegos de mesa como Gen Con.

### Juego en línea
Tak está disponible para jugar gratis en línea a través de Playtak.com, donde los jugadores pueden jugar Tak contra otros jugadores humanos o contra oponentes NPC.